# Francisco Rabal
Francisco Rabal est un acteur, réalisateur et scénariste espagnol, né le 8 mars 1926 à Águilas (région de Murcie, Espagne) et mort le 29 août 2001 à Bordeaux (France).
Il est à ce jour[Quand ?] l'un des sept acteurs à avoir reçu le prix national du Cinéma du ministère espagnol de la Culture, avec Fernando Fernán Gómez, Fernando Rey, Carmelo Gómez, Javier Bardem, Antonio Banderas et José Sacristán.

## Biographie

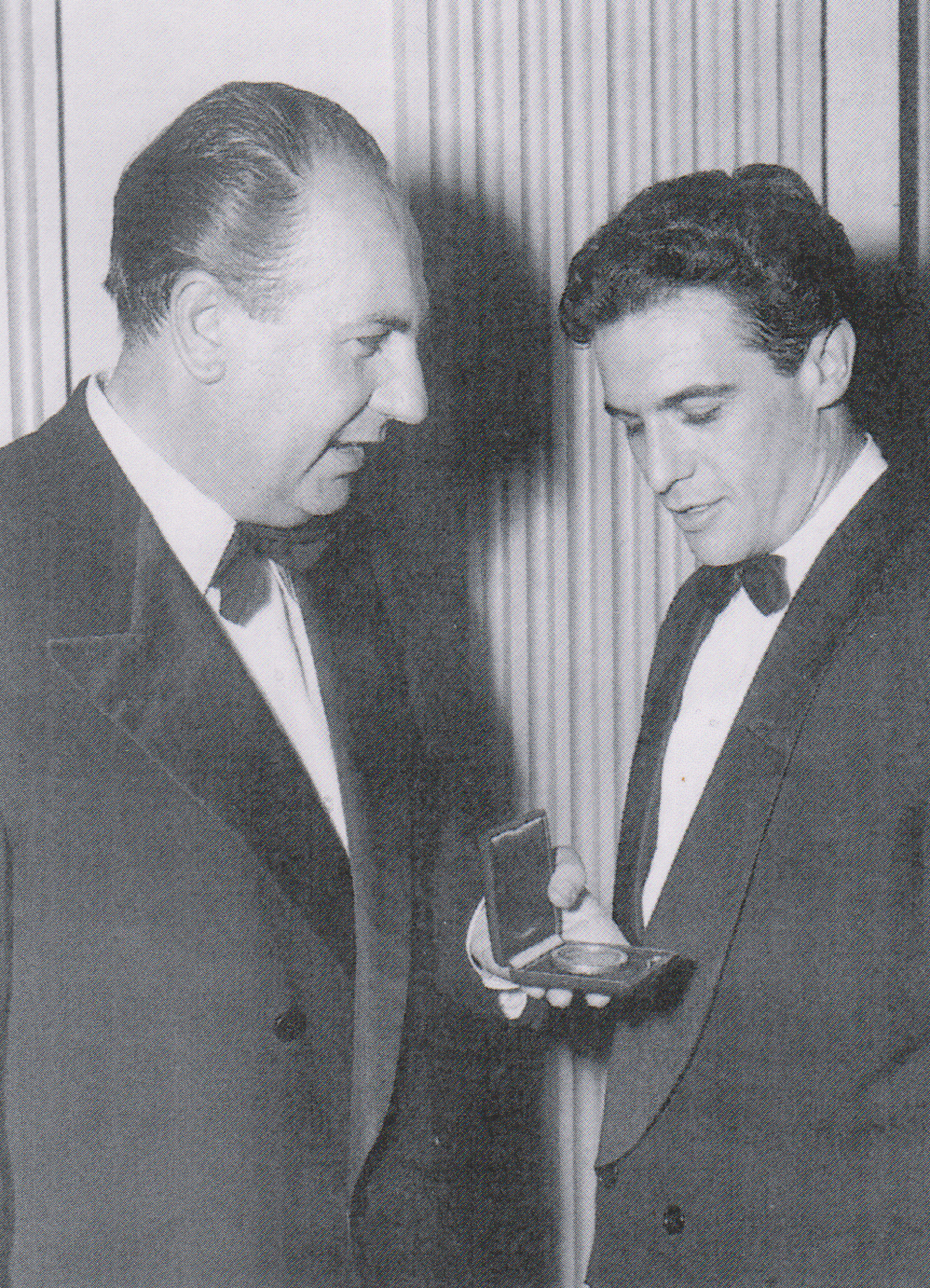
Rafael Gil et Francisco Rabal à la Berlinale 1954 pour le film Hommes en détresse.

Il est né dans la petite enclave murcienne de Cuesta de Gos, un district minier près d'Águilas. Son père Benito Rabal était mineur et sa mère Teresa Valera était meunière. À l'âge de quatre ans, il savait déjà lire et écrire, et dès l'enfance, il a eu un grand amour de la littérature. En 1932, son père déménage à Barcelone à la recherche de meilleures conditions de vie pour toute la famille, mais comme il n'a pas eu beaucoup de chance, il décide de s'installer à Madrid. Peu de temps après, il emmène la famille avec lui, et ils s'installent de manière itinérante dans tous les villages de la Sierra de Madrid. 
Avec l'éclatement de la guerre civile espagnole en 1936, les travaux ferroviaires sont interrompus et la famille se retrouve dans une situation très précaire. Le curé de Gargantilla de Lozoya leur offre alors le gîte jusqu'à ce qu'ils trouvent un moyen de gagner leur vie. Ils déménagent bient à Chamartín. Le bombardement de la capitale a poussé Paquito à retourner à Águilas avec sa sœur, sa mère et son grand-père. À la fin de la guerre, la famille a été réunie et la situation de la famille s'est améliorée. Francisco exerce de modestes métiers pour aider à subvenir aux besoins du ménage, tout en suivant des cours du soir au Colegio Nuestra Señora del Recuerdo. Il rencontre Dámaso Alonso, qui lui fournit des livres de poésie et encourage son désir de se lancer dans une carrière artistique. Son frère Damián deviendra imprésario à ses côtés.
Son travail d'assistant électricien aux studios Chamartín (es) le met en contact avec le cinéma et il apparaît comme figurant dans quelques films : La rueda de la vida (1942), El crimen de Pepe Conde (1946) ou La Lola se va a los puertos (1947). Il prononce ses premières répliques sous la direction de Rafael Gil dans La Reine sainte (1947) et obtient un rôle principal dans Sor intrépida, Hommes en détresse, Le Baiser de Judas (El beso de Judas) ou Murió hace quince años, tous réalisé par Gil.

### Carrière théâtrale
Il rejoint la compagnie de théâtre d'Isabel Garcés (es), participant à la production du Diario íntimo de la tía Angélica (1946), de José María Pemán. Peu à peu, elle obtient des rôles plus importants et connaît un grand succès en 1952 avec la pièce Mort d'un commis voyageur, d'Arthur Miller.
Sa carrière théâtrale a été progressivement éclipsée par sa carrière cinématographique. Il convient toutefois de noter qu'il s'est produit à plusieurs reprises au Festival International de Théâtre Classique de Mérida : en 1954 avec Œdipe roi, en 1955 avec Jules César, en 1956 avec Thyeste et en 1960, à nouveau avec Œdipe roi, le tout mis en scène par José Tamayo (es). Avec le même metteur en scène, elle est en tête d'affiche, avec Mary Carrillo, de La vie est un songe (1955) de Calderón de la Barca au Teatro Español de Madrid. Il remporte également des succès importants comme avec son interprétation d'Henri III d'Angleterre dans Becket ou l'Honneur de Dieu (1962), de Jean Anouilh.
En 1947, il rencontre au théâtre l'actrice Asunción Balaguer, qui deviendra plus tard sa femme et avec laquelle il restera marié toute sa vie. Ils auront deux enfants, Benito et Teresa Rabal, qui ont également travaillé dans le monde du cinéma et du spectacle.
Il fait ses adieux à la scène en 1974 avec la pièce C'était hier, de Harold Pinter, aux côtés d'Irene Gutiérrez Caba (es).

### Carrière cinématographique

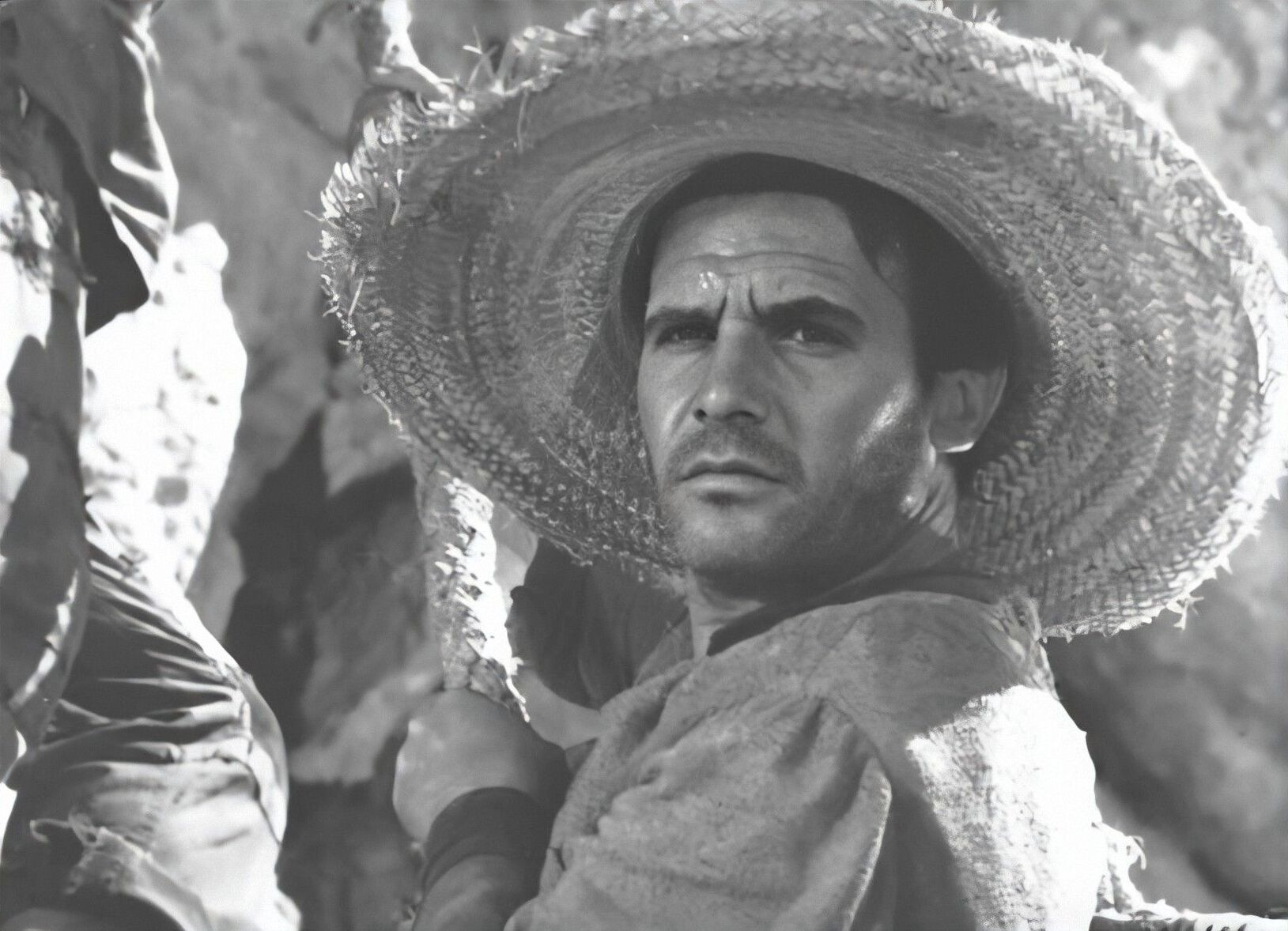
Francisco Rabal en 1960 dans le film '.

Il reçoit ses premiers prix en 1953 pour Hommes en détresse (Lion de bronze à la Mostra de Venise et prix d'interprétation du Círculo de Escritores Cinematográficos) et Hay un camino a la derecha (es) de Francisco Rovira Beleta (Coquille d'argent du meilleur acteur au Festival du film de San Sebastián). En 1954, il a travaillé avec l'actrice britannique Merle Oberon dans le film Tout est possible à Grenade, de José Luis Sáenz de Heredia. 
En 1958, il tourne le film Nazarín de Luis Buñuel au Mexique. Il a entretenu une véritable amitié avec Buñuel, ce qui lui a fait dire : « Je lisais tous les jours ses mémoires comme s'il s'agissait d'une Bible, c'était un grand créateur, à cause de son physique, il avait l'air d'un homme dur ; mais c'était la personne la plus tendre que j'ai jamais rencontrée, il était fidèle à l'amitié, à ses amis, il était très ponctuel et avait un grand sens de l'humour, enfantin et très sévère avec ses enfants, il semblait démodé ; dès le premier jour où nous nous sommes rencontrés, nous avons été très amis et nous nous sommes appelés oncle et neveu jusqu'à sa mort ». Il a également joué dans ses films Viridiana (1961) et Belle de jour (1966) grâce auxquels il gagne une renommée internationale.
Il a eu une carrière prolifique dans le cinéma international, notamment en France et en Italie. Il a travaillé avec des réalisateurs européens tels que Michelangelo Antonioni (L'Éclipse), Claude Chabrol (Marie-Chantal contre Dr Kha), Valerio Zurlini (Le Désert des Tartares), Jacques Rivette (La Religieuse) et Luchino Visconti (Les Sorcières).
William Friedkin a pensé à Rabal pour incarner l'antagoniste français dans son film French Connection (1971). Cependant, il ne se souvenait pas du nom de « cet acteur espagnol ». Par erreur, son équipe engage un autre acteur espagnol, Fernando Rey. Friedkin a découvert que Rabal ne parlait ni anglais ni français, il a donc décidé de garder Rey. Rabal avait déjà travaillé avec Rey dans Viridiana. Rabal a cependant travaillé avec Friedkin dans le culte Le Convoi de la peur (1977), un remake du Salaire de la peur de Clouzot. En 1968, il incarne Che Guevara un an après sa mort dans le film El Che Guevara de Paolo Heusch. En Espagne, il a joué Camino del Rocío, Tormento et Les Longues Vacances de 36, entre autres.

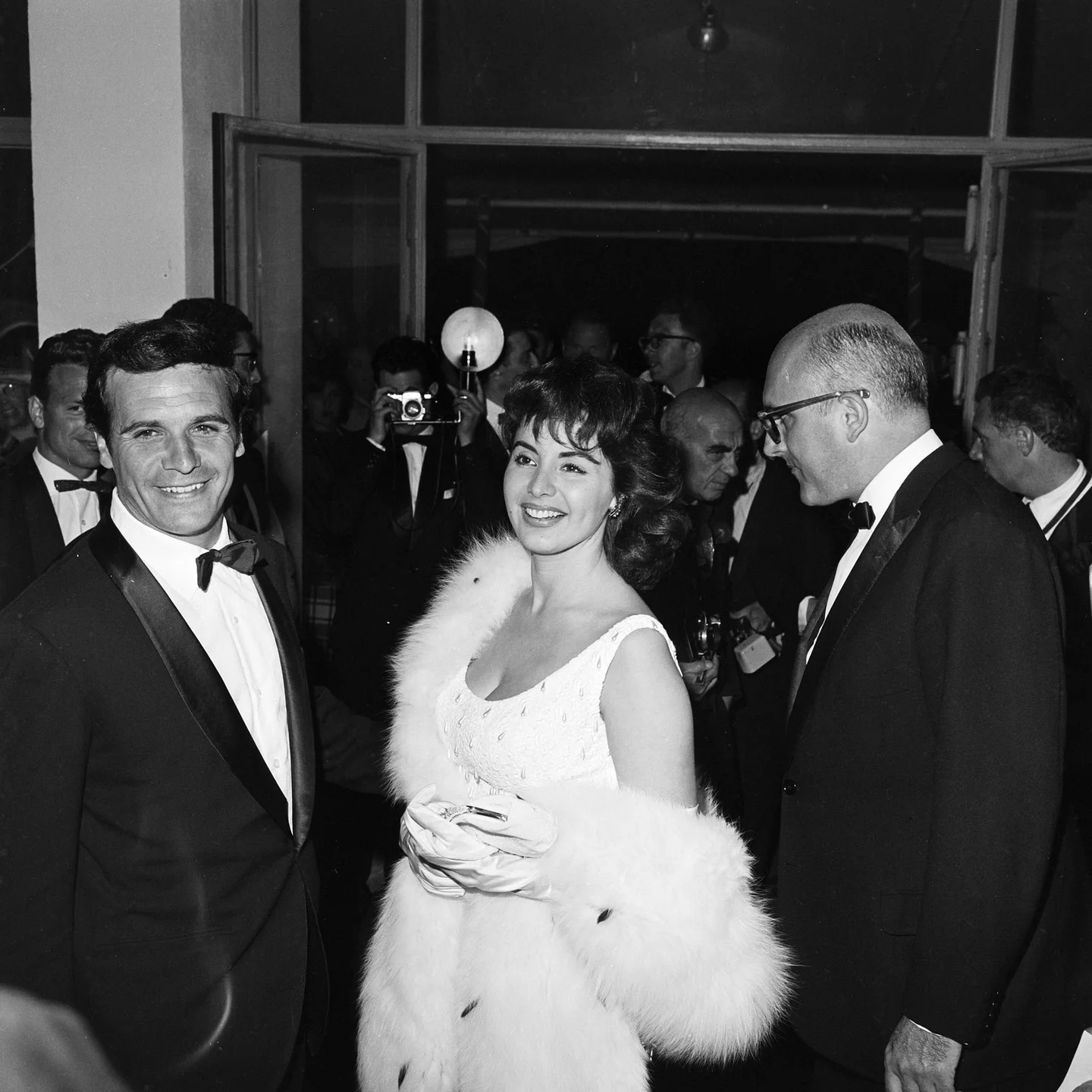
Francisco Rabal et Isabel Sarli au Festival de Cannes 1962.

En 1977, il a reçu un hommage au Festival international du film de Saint-Sébastien avec une exposition organisée par Javier Espada, directeur du Centre Buñuel de Calanda.
Ses anciens rôles de premier rôle dur et énergique ont laissé place à des personnages charismatiques, qui sont restés dans la mémoire collective et lui ont apporté un succès et une popularité notables. Dans sa maturité, il travaille dans La Ruche de Mario Camus, avec Miguel Hermoso dans Truhanes (es) et tient le rôle d'Azarías dans Les Saints innocents, l'adaptation par Mario Camus de l'œuvre littéraire de Miguel Delibes, qui lui vaut le prix d'interprétation du Festival de Cannes 1984, partagé avec Alfredo Landa.
Avec Luigi Comencini, il a tourné La storia en 1985 (avec Claudia Cardinale), avec José Luis García Sánchez, Divinas palabras en 1987, et avec Pedro Almodóvar Attache-moi ! en 1989.
Pour la télévision, il a tenu le rôle de Mateo Alemán dans Cervantes (1981), Francisco de Goya dans La Guérilla ou les Désastres de la guerre (1983), San Pedro de Alcántara dans la mini-série Teresa de Jesús (1985) et le torero retraité Juncal dans la série à succès dirigée par Jaime de Armiñán en 1988.
En 1989, il est membre du jury de la 39e Berlinale. 
Le 12 novembre 1993, il a reçu la médaille d'or de l'Academia de las artes y las ciencias cinematográficas de España et en 1999, il a remporté le prix Goya du meilleur acteur pour son rôle dans Goya à Bordeaux de Carlos Saura.
En 1995, il a été investi docteur honoris causa par l'Université de Murcie.
Par curiosité, il a également tâté du monde du doublage, en commençant au début des années 1950 à Barcelone. Il a doublé des acteurs tels qu'Errol Flynn et Humphrey Bogart. En 1996, il a donné sa voix dans le film Cœur de dragon au dragon Draco, interprété par Sean Connery dans la version originale.

### Engagement politique
Il a eu un fort engagement politique tout au long de sa vie, étant un militant du parti communiste d'Espagne.
En 1974, il quitte précipitamment Madrid pour organiser l'opposition à l'installation d'une centrale nucléaire entre Lorca et Águilas (Murcie), avec Mario Gaviria (es),. Ils obtiennent finalement gain de cause.

### Livres de mémoires

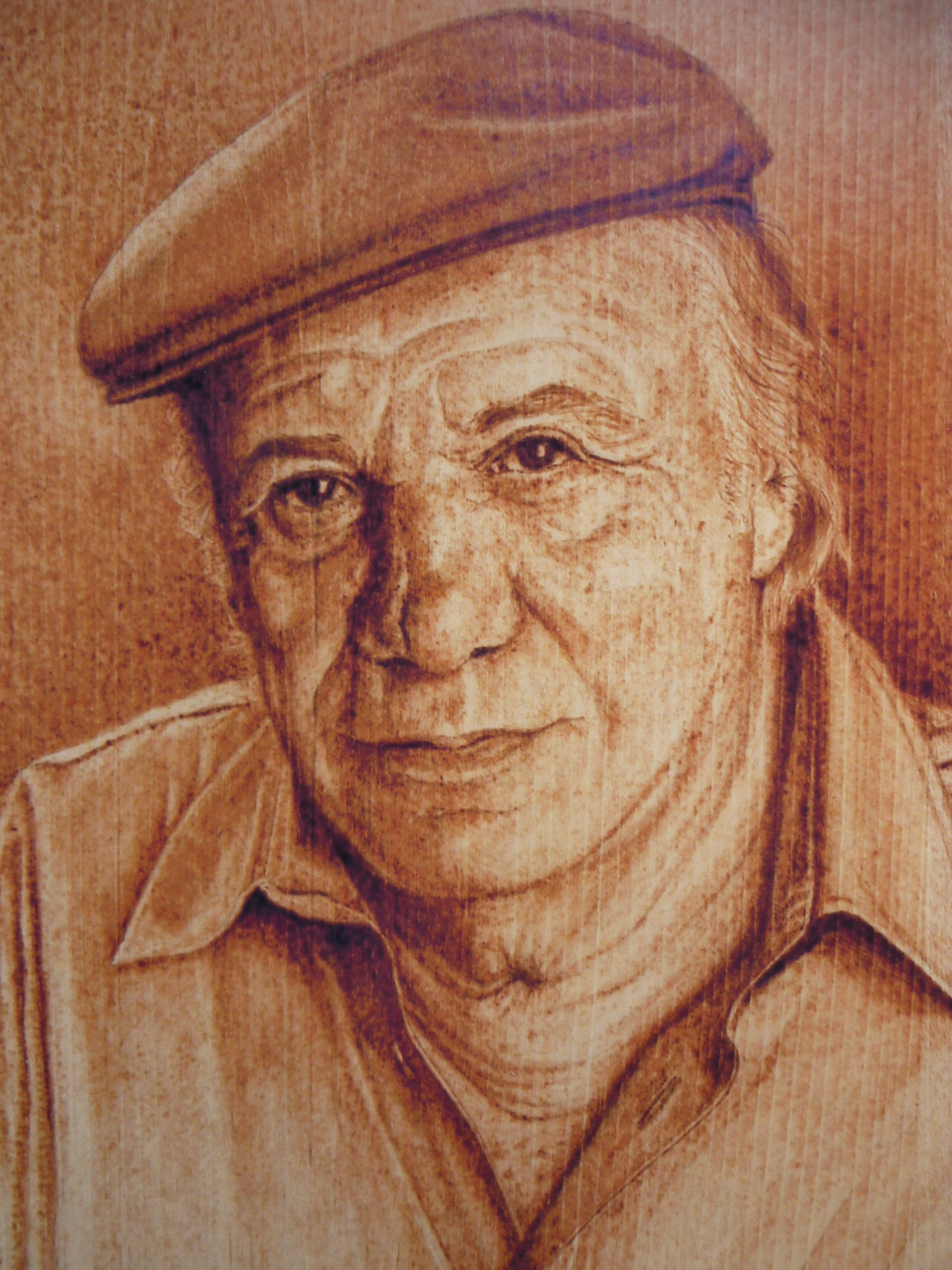
Pyrogravure sur bois d'okoumé de Francisco Rabal, réalisée par Antonio Navarro García en 2001.

En 1994, la maison d'édition Aguilar a publié un livre de mémoires intitulé Si yo te contara. Le volume Aquella España dulce y amarga (1999) a confronté les souvenirs de Paco Rabal et de Carmen Sevilla dans une édition dirigée par María Antonia Iglesias. En 2004 a été publié le livre Paco Rabal : Aquí, un amigo, écrit par Juan Ignacio García Garzón, avec une préface de Jaime de Armiñán et un épilogue de son fils Benito Rabal.

### Mort
Il est décédé inopinément le 29 août 2001, alors qu'il rentrait en Espagne par avion depuis Montréal, en raison d'une insuffisance respiratoire due à l'emphysème pulmonaire dont il souffrait. Sa femme qui voyageait avec lui était bouleversée par cette mort inattendue, témoignant qu'il était jusque-là en bonne santé, même s'il fumait beaucoup. Dans l'avion, « il a refusé l'oxygène, il a commencé à devenir très blanc et nous avons dû atterrir à Bordeaux, et lorsqu'il a été pris en charge par les médecins, il était déjà mort ».
Quelques semaines plus tard, il devait recevoir le prix Donostia au festival du film de Saint-Sébastien. C'est son petit-fils, l'acteur Liberto Rabal (es), qui l'a collecté en son nom, lui rendant un hommage émouvant qui a réuni sur la scène du palais Kursaal son ami Carlos Saura et ses collègues acteurs Carmen Sevilla, Julia Martínez, Terele Pávez, Ana Belén, Emma Suárez et María Barranco.
Il a été incinéré et enterré sous un amandier dans sa ville natale. Plus tard, sa femme a décidé, avec ses enfants, de déplacer l'urne funéraire au cimetière d'Águilas. Le lieu de résidence de ses dernières années se trouvait à Calabardina (es), dans une maison au bord de la promenade appelée « Milana Bonita ».

## Filmographie

### Acteur

#### Années 1940
- 1946 : La pródiga de Rafael Gil
- 1946 : El crimen de Pepe Conde
- 1947 : Don Quijote de la Mancha
- 1948 : Alhucemas
- 1948 : Revelación

#### Années 1950
- 1950 : La honradez de la cerradura
- 1951 : Duda
- 1951 : María Morena de José María Forqué et Pedro Lazaga : El Sevillano
- 1951 : María Antonia 'La Caramba'
- 1952 : Perseguidos
- 1952 : Luna de sangre
- 1952 : Sor intrépida : Tomás
- 1953 : Hommes en détresse (La guerra de Dios) de Rafael Gil : Martín
- 1953 : Hay un camino a la derecha
- 1954 : Le Baiser de Judas (El beso de Judas) de Rafael Gil
- 1954 : Tout est possible à Grenade (Todo es posible en Granada) de José Luis Sáenz de Heredia : Fernando Ortega
- 1954 : Murió hace quince años de Rafael Gil : Diego
- 1955 : Historias de la radio : Gabriel
- 1955 : El canto del gallo de Rafael Gil
- 1955 : Le Moulin des amours (La pícara molinera) de León Klimovsky : Cristóbal, el molinero
- 1955 : Prisonniers du mal (Prigionieri del male) de Mario Costa : Sergio Gresky
- 1956 : La gran mentira
- 1957 : Marisa la Coquette (Marisa la civetta) de Mauro Bolognini : Antonio
- 1957 : Un dénommé Squarcio (La grande strada azzurra) de Gillo Pontecorvo : Salvatore
- 1957 : L'amore più bello : Mario
- 1957 : Saranno uomini : Giacomo
- 1957 : Amanecer en puerta oscura
- 1958 : La Vengeance (La venganza) de Juan Antonio Bardem (voix)
- 1958 : La Muraille de feu (La Gerusalemme liberata) de Carlo Ludovico Bragaglia : Tancrid
- 1958 : La noche y el alba
- 1958 : L'Homme en culottes courtes (L'uomo dai calzoni corti) de Glauco Pellegrini
- 1958 : Les Clairons de la peur (Los clarines del miedo) d'Antonio Román
- 1959 : Diez fusiles esperan : José Iribarren
- 1959 : Nazarín de Luis Buñuel : le père Nazario
- 1959 : Llegaron dos hombres : le supérintendant en chef
- 1959 : Sonatas : la marquis de Bradomín

#### Années 1960
- 1960 : Cavalcata selvaggia
- 1960 : Trío de damas
- 1961 : Morte di un bandito : Salvatore Giuliano
- 1961 : Azahares rojos : Arturo
- 1961 : La sed
- 1961 : A las cinco de la tarde : Juan Reyes
- 1961 : Viridiana : Jorge
- 1961 : La Main dans le piège (La mano en la trampa) : Cristóbal Achával
- 1961 : El hombre de la isla
- 1962 : L'Éclipse (L'eclisse) : Riccardo
- 1962 : Soixante-dix fois sept (Setenta veces siete) : Pascual / le berger
- 1962 : Le Commando traqué (Tiro al piccione)
- 1962 : I tromboni di Fra Diavolo : Fra Diavolo
- 1963 : Mathias Sandorf : Frédéric de Rotenbourg
- 1963 : Les Femmes des autres (La rimpatriata) : Alberto
- 1963 : Le Péché (Noche de verano) de Jorge Grau
- 1963 : Autopsia de un criminal
- 1964 : Don Juan Tenorio (TV) : Don Juan Tenorio
- 1964 : Le Gros Coup de Jean Valère : Michel Arland
- 1964 : Les Bandits (Llanto por un bandito) : José María 'El Tempranillo'
- 1964 : L'Autre Femme : Zaylor
- 1965 : Intimidad de los parques
- 1965 : El diablo también llora : Tomàs
- 1965 : Currito de la Cruz : Manuel Carmona
- 1965 : Marie-Chantal contre Dr Kha : Paco Castillo
- 1965 : María Rosa
- 1966 : Le Dernier Pénitencier : Gambusino
- 1966 : Suzanne Simonin, la Religieuse de Diderot : Dom Morel
- 1966 : Hoy como ayer : Ramón
- 1966 : Camino del Rocío : José Antonio
- 1966 : Les Sorcières (Le streghe) : le mari de Valeria (segment La strega bruciata viva)
- 1967 : Oscuros sueños eróticos de agosto
- 1967 : Les Longs Jours de la vengeance (I Lunghi giorni della vendetta) : Sceriffo Douglas
- 1967 : Belle de jour : Hyppolite
- 1967 : Les Aventures extraordinaires de Cervantes (Cervantes) : Rodrigo Cervantes
- 1968 : El 'Che' Guevara : Che Guevara
- 1968 : Cristóbal Colón (feuilleton TV) : Cristóbal Colón
- 1969 : De nouveau l'Espagne : le reporter
- 1969 : Sangre en el ruedo
- 1969 : Un adulterio decente : le concierge
- 1969 : Simon Bolivar d'Alessandro Blasetti
- 1969 : Los desafíos
- 1969 : Sur ordre du Führer (La battaglia d'Inghilterra) d'Enzo G. Castellari : Martin

#### Années 1970
- 1970 : Laia
- 1970 : Ann och Eve - de erotiska : Francesco
- 1970 : Têtes coupées (Cabezas cortadas) : Diaz II
- 1970 : Después del diluvio
- 1971 : Nada menos que todo un hombre
- 1971 : La grande scrofa nera de Filippo Ottoni : Enrico Mazzara
- 1971 : Le Soldat Laforêt : Paco
- 1971 : L'Effroyable Machine de l'industriel N.P. (N.P. il segreto) : N.P.
- 1971 : La Fille de l'exorciste (Las melancolicas)
- 1971 : Devil's Crude
- 1971 : Goya, historia de una soledad
- 1972 : La Guerrilla : El Cabrero
- 1972 : Amigo, mon colt a deux mots à te dire (Si può fare... amigo) : Franciscus
- 1973 : La colonna infame de Nelo Risi : Giacomo Mora
- 1973 : L'Autre Image (La otra imagen)
- 1973 : La leyenda del alcalde de Zalamea :  Pedro Crespo, Alcalde de Zalamea
- 1973 : Le Conseiller (Il consigliori) d'Alberto De Martino : Garafalo
- 1974 : Pianeta Venere : homme à la fête
- 1974 : La Mort lente (La moglie giovane) de Giovanni D'Eramo : le maître-chanteur
- 1974 : La Tentation (Il sorriso del grande tentatore) de Damiano Damiani : l'évêque Marquez
- 1974 : Tormento de Pedro Olea
- 1974 : La Jeunesse de Garibaldi (Il giovane Garibaldi) (feuilleton TV) : Bento Gonçalvez
- 1974 : Dormir y ligar: todo es empezar : Paco Rabal, membre du jury
- 1974 : Le Pervers (No es nada, mamá, sólo un juego) : Tio
- 1975 : Face d'espion CIA (Faccia di spia) de Giuseppe Ferrara : Mehdi Ben Barka
- 1975 : Funerales de arena (voix)
- 1975 : La Pécheresse (La peccatrice), réalisé par Pier Ludovico Pavoni
- 1975 : Metralleta 'Stein' : le commissaire
- 1975 : El libro del buen amor (voix)
- 1975 : Cacique bandeira : Azevedo Bandeira
- 1975 : Las bodas de Blanca
- 1976 : Attenti al buffone : un prêlat
- 1976 : Les Longues Vacances de 36 (Las largas vacaciones del 36) : El Maestro
- 1976 : Emilia... parada y fonda
- 1976 : Le Désert des Tartares (Il deserto dei Tartari) : Tronk
- 1977 : Corleone : Don Giusto
- 1977 : Pensione paura : l'amant de Marta
- 1977 : Le Convoi de la peur (Sorcerer) : Nilo
- 1977 : L'Affaire Mori (Il prefetto di ferro) : le brigand albanais
- 1978 : Io sono mia (it) de Sofia Scandurra : Padre di Orio
- 1978 : La Fille (Così come sei) : Lorenzo
- 1979 : Il giorno dei cristalli : Sergio Rosenberg
- 1979 : La Cité du crime (Sbirro, la tua legge è lenta... la mia... no!) : Don Alfonso
- 1979 : Ciao cialtroni!
- 1979 : El Buscón : Mata

#### Années 1980
- 1980 : Cervantes (feuilleton TV)
- 1980 : Buitres sobre la ciudad
- 1980 : Speed Driver
- 1980 : El gran secreto
- 1980 : Fortunata y Jacinta (feuilleton TV) : José Izquierdo
- 1980 : La Rage de tuer (Under Siege) : William Lombard
- 1980 : Un flic rebelle (Poliziotto solitudine e rabbia) : Tony
- 1980 : L'Avion de l'apocalypse (Incubo sulla città contaminata) : le maire Warren Holmes
- 1981 : Renacer de Bigas Luna : Giacomo
- 1982 : La Ruche (La colmena) : Ricardo Sorbedo
- 1983 : Truhanes : Ginés Giménez
- 1983 : Victòria! 2: La disbauxa del 17
- 1983 : Le Trésor des quatre couronnes (El tesoro de las cuatro coronas) : Socrates
- 1983 : La Guérilla ou les Désastres de la guerre (Los Desastres de la guerra) (feuilleton TV) : Francisco de Goya
- 1983 : Victòria! La gran aventura d'un poble
- 1984 : Victòria! 3: El seny i la rauxa
- 1984 : Una Tarde
- 1984 : Teresa de Jesús (en) (mini-série)
- 1984 : Epílogo : Rocabruno
- 1984 : Sal gorda : Gabino
- 1984 : Les Saints innocents (Los Santos inocentes) : Azarías
- 1984 : Los zancos : Manuel
- 1984 : Un delitto (TV)
- 1985 : Pasaron los días
- 1985 : Padre nuestro : Abel
- 1985 : Un marinaio e mezzo (TV) : Eduardo Guerrero
- 1985 : Futuro imperfecto
- 1985 : Luces de bohemia : Max Estrella
- 1985 : La vieja música : Domingo Ferreiro
- 1985 : Marbella, un golpe de cinco estrellas : Juan
- 1985 : Los paraísos perdidos : El político anciano
- 1985 : L'Heure des sortilèges (La hora bruja) de Jaime de Armiñán : César
- 1985 : Escapada final
- 1986 : El hermano bastardo de Dios : Rosendo
- 1986 : Un complicato intrigo di donne, vicoli e delitti : Guaglione
- 1986 : Tiempo de silencio : Muecas
- 1986 : Turno de oficio (série télévisée) : Rafael
- 1986 : El disputado voto del señor Cayo : Señor Cayo
- 1986 : La storia de Luigi Comencini : Remo
- 1987 : La piovra 3 (feuilleton TV) : Abbott Lovano
- 1987 : Il mistero del panino assassino
- 1987 : Juncal (série télévisée) : Juncal
- 1987 : Divinas palabras : Pedro Gailo
- 1988 : La collina del diavolo : Stanislao Lewoski
- 1988 : Sei delitti per padre Brown (feuilleton TV)
- 1988 : Gallego : Fabián
- 1988 : A Time of Destiny : Jorge Larraneta
- 1988 : El aire de un crimen : le colonel Olvera
- 1989 : Torquemada : Torquemada
- 1989 : Barroco
- 1989 : La blanca paloma : Domingo

#### Années 1990
- 1990 : Manuel, le fils emprunté
- 1990 : Attache-moi ! (¡Átame!) : Máximo Espejo
- 1991 : La taberna fantástica
- 1991 : L'Homme qui a perdu son ombre : Antonio
- 1991 : L'Autre : Simm
- 1992 : Ni contigo ni sin ti
- 1992 : Sang et Poussière (TV) : Fernando Ortéga
- 1993 : Una gloria nacional (feuilleton TV) : Mario Chacón
- 1993 : La Lola se va a los puertos : Don Diego
- 1994 : La mujer de tu vida 2: La mujer cualquiera (TV)
- 1995 : Felicidades Tovarich : Abuelo
- 1995 : Así en el cielo como en la tierra : Saint-Pierre
- 1995 : Les Cent et Une Nuits de Simon Cinéma : La voix de Bunuel
- 1995 : El palomo cojo : Tío Ricardo
- 1996 : Edipo alcalde : Tiresias
- 1997 : Le Jour et la Nuit : Cristobal
- 1997 : Airbag : Villambrosa
- 1997 : Pequeños milagros : Don Francisco
- 1997 : Pajarico : El Abuelo
- 1997 : La novia de medianoche : Wenceslao Corredoira
- 1998 : Un jour sans soleil (En dag til i solen)
- 1998 : Divine (El evangelio de las Maravillas) : Papá Basilio
- 1998 : Talk of Angels de Nick Hamm : Don Jorge
- 1999 : Lorca, Santiago y seis poemas gallegos (voix)
- 1999 : Goya (Goya en Burdeos) : Francisco de Goya

#### Années 2000
- 2000 : La verdad si no miento
- 2000 : El sueño del caimán : Anciano
- 2000 : Poisson lune (Peixe-lua) : Tio Nini
- 2000 : Divertimento : Bernardo Gabler
- 2001 : Lázaro de Tormes : El Ciego
- 2001 : ¿Tú qué harías por amor? : Don Vicente
- 2001 : Vers la révolution en 2 CV (Alla rivoluzione sulla due cavalli) : oncle Enrique
- 2001 : Dagon : Ezequiel
- 2001 : Torero : le narrateur
- 2002 : Zero/infinito (voix)

### Réalisateur
- 1975 : Funerales de arena
- 1976 : Mis encuentros con Dámaso Alonso y sus poemas
- 1977 : Rafael Alberti en Roma... y en España
- 1978 : Por tierras de España: Antonio Machado

### Scénariste
- 1970 : Después del diluvio
- 1976 : Mis encuentros con Dámaso Alonso y sus poemas
- 1977 : Rafael Alberti en Roma... y en España
- 1978 : Por tierras de España: Antonio Machado

## Distinctions
- Prix du meilleur acteur lors du Festival international du film de Saint-Sébastien 1953 pour Hay un camino a la derecha
- Prix d'interprétation masculine lors du Festival de Cannes 1984 pour Les Saints innocents
- En 1993, il reçoit la médaille d'or du mérite des beaux-arts du ministère de l'Éducation, de la Culture et des Sports espagnol[9]
- Goya du meilleur acteur 2000 pour Goya